# 케빈 패럴
케빈 조셉 패럴(영어: Kevin Joseph Farrell, 1947년 9월 2일 ~ )는 미국의 로마 가톨릭교회 추기경이다. 2016년부터 교황청 평신도가정생명부 장관을, 2019년부터 교황 궁무처장을, 2024년부터 교황청 대심원장을 역임했다.
아일랜드 태생의 미국 사람인 패럴은 1978년 사제품을 받고 멕시코에서 특수사목과 대학강사로 수년간 보냈고, 1984년부터 2016년까지 미국에서 봉사했다. 그는 2002년부터 2007년까지 워싱턴 대교구의 보좌주교를 지냈고, 2007년부터 2017년까지 댈러스 교구장을 지냈다. 2016년 그는 추기경에 서임되었다.